# غازي حمد
غازي حمد (مواليد 1964 م)  طبيب وسياسي فلسطيني، ووكيل وزارة التنمية الإجتماعية، وأبرز قادة حركة حماس، وعضو مكتبها السياسي، والناطق الرسمي الأسبق باسم الحكومة الفلسطينية العاشرة (حكومة إسماعيل هنية) التي تشكلت في مارس عام 2006، بعد فوز حركة حماس في الانتخابات، سُجن في سجون الاحتلال الإسرائيلي لمدة خمسة أعوام.

## النشاة والتعليم
ولد في قطاع غزة في مدينة رفح بمخيم يبنا، والداه فلسطينيين وتعود أصولهم إلى بلدة يبنا قضاء الرملة في فلسطين، عاش فترة طفولته الأولى في مدينة رفح بقطاع غزة، متزوج ولديه ثمانية أبناء، أربعة من ذكور، وأربعًا من الإناث.
تلقى تعليمه الابتدائي والإعدادي والثانوي في قطاع غزة، وحصل على البكالوريس في الطب البيطري من جامعة الخرطوم في السودان، عام 1987م، ثم حصل على الماجستير في العلوم السياسية من جامعة العالم الأمريكي 1997م، وحصل على الدبلوم في الصحافة من معهد فوجو السويسري 1997م، وأيضًا الماجستير في العلوم السياسية في جامعة الأزهر- بغزة عام 2009م، ودورات عديدة  في الترجمة وبرامج الكمبيوتر.

## عمل
- وكيل وزارة التنمية الإجتماعية في قطاع غزة.[1]
- عضو المكتب السياسي لحركة المقاومة الإسلامية «حماس».
- عضو مجلس أمناء الجامعة الإسلامية - بغزة.
- الناطق الأسبق باسم الحكومة الفلسطينية العاشرة.[1]
- رُشح لمنصب وزير الداخلية في حكومة الوحدة الوطنية.[1]
- رئيس تحرير صحيفة الرسالة الأسبوعية سابقًا[1]
- رئيس تحرير صحيفة الوطن سابقًا.
- رئيس سلطة المعابر في قطاع غزة سابقًا.[2]
- وكيل وزارة الخارجية في الحكومة الفلسطينية سابقًا.[3]

## في سجن الاحتلال
اعتقله الاحتلال الإسرائيلي لمدة خمس سنوات عام 1987 حتى عام 1992.

## مهارات شخصية
- اللغات: يُجيد اللغتين الإنجليزية والعبرية كتابة ومحادثة.
- قدرة جيدة في التواصل مع المؤسسات وإنشاء علاقات عامة.

## أبرز مقالاته
- نحو مفهوم اخر للانتخابات: أن يفوز الوطن قبل الحزب !![4]
- هزيمة إسرائيل: بين «أصحاب السلاح» و«أصحاب السلام»!![5]
- خيار الحرب بين الحسابات الصحيحة والمتعجلة !![6]
- الذنوب السياسية !![7]
- (خُريفة) المصالحة !! [8]
- سوق سوداء سياسية !![9]
- المصالحة..طريق ذات الشوكة !![10]
- الذين لا يعيشون تحت السماء !![11]
- في رؤية جريئة..د.غازي حمد يتحدث عن رؤية جديدة تتطلبها علاقة حماس مع قطاع غزة [12]
- نحو مفهوم اخر للانتخابات: أن يفوز الوطن قبل الحزب !![13]
- بين وهم المصالحة ومسرحية التفجير: الحقيقة الغائبة !![14]
- هل يفتح حزب الله جبهة الضفّة الغربيّة ضدّ إسرائيل؟[15]
- ما الذي أنجزه الفلسطينيون بعد 68 عاما من الصراع؟[16]
- غزة ومصر..الكلام المسكوت عنه !![17]
- ترامب..وعودة الجاهلية الأولى !![18]
- دوران الازمات بين الرئيس والحكومة وحماس: النتائج صفر !![19]
- صفقة القرن: فن الخداع السياسي!![20]
- «انتخابات حماس.. بين النمطية التقليدية والتجديد المطلوب»[21]
- الانتخابات..المهدي المنتظر أمً المسيح الدجال![22]
- حول الانتخابات![23]
- في ذكرى الانقسام: في بيتنا شيطان !! [24]
- مشاكلنا الكثيرة.. بين الاستعصاء والحل !![25]
- الآن فهمت... لماذا / وكيف أضاع الفلسطينيون فلسطين [26]
- دوران الازمات بين الرئيس والحكومة وحماس: النتائج صفر !! [27]
- حماس في دورتها الانتخابية الجديدة: الكثير من التحديات..الكثير من المخاطر.. والكثير من الفرص !![28]
- المصالحة..تلك التي نريدها ونخاف منها!! [29]
- أوراق القوة.[30]
- المصالحة..بناء الأوطان قبل بناء الحكومات [31]
- الفصائل الفلسطينية.. وأزمة الحصاد السياسي !![32]
- بعد صفقة القرن: لا مناص من المفاصلة السياسية!![33]
- «دبلوم انتخابات»[34]
- الشرق الأوسط: لاعبون هدافون وآخرون على مقاعد الاحتياط!![35]
- متلازمة «الرمادية» الفلسطينية!![36]
- ثلاثية الدراما الفلسطينية: صفقة القرن، المصالحة والتهدئة!![37]

## وصلات خارجية
- الوضع الإنساني في غزة على يوتيوب، برنامج مباشر مع، قناة الجزيرة مباشر، 24 يوليو 2010